# شركة لوقهيد لصناعة الطائرات
شركة لوقهيد لصناعة الطائرات (Loughead Aircraft Manufacturing Company) (تأسست في الأصل باسم شركة ألكو للطائرات المائية (Alco Hydro-Airplane Company) كانت شركة أمريكية صممت وصنعت الطائرات. قام المؤسس، ألان لوكهيد، بتشكيل شركة طائرات لوكهيد التي تحمل اسمًا مشابهًا ولكن لا علاقة لها بأي شكل آخر في عام 1926، والتي ستندمج مع مارتن ماريتا في عام 1995 لتشكل شركة لوكهيد مارتن الحالية.

## تاريخ
تأسست شركة ألكو للطائرات المائية (Alco Hydro-Airplane) في سان فرانسيسكو في 19 ديسمبر 1912 من قبل الأخوين آلان ومالكولم لوقهيد. في عام 1916، تم تغيير اسم الشركة إلى شركة لوقهيد لصناعة الطائرات (Loughead Aircraft Manufacturing Company) وانتقلت إلى سانتا باربرا، كاليفورنيا، في نفس العام الذي تولى فيه جاك نورثروب، وهو من مواليد سانتا باربرا (يبلغ من العمر حينذاك 20 عامًا)، وظيفته الأولى في مجال الطيران حيث عمل رسامًا لشركة طائرات لوقهيد. شرعت الشركة في تصميم وبناء القارب الطائر من طراز إف-1، والذي ظهر لأول مرة في 29 مارس 1918، وحقق الرقم القياسي الأمريكي دون توقف لرحلة الطائرة المائية بالطائرة من سانتا باربرا إلى سان دييغو.
بعد طراز إف-1، استثمرت الشركة بكثافة في تصميم وتطوير طائرة أحادية اللون ثورية تسمى لوقهيد طراز إس-1سبورت. ومع ذلك، فإن السعر المطلوب 2500 دولار لا يمكن أن ينافس في سوق مشبعة بعد الحرب العالمية 1 350 دولارًا من كيرتس JN-4 ومدربي دي هافيلاند. أغلقت شركة لوقهيد لصناعة الطائرات في عام 1921.

### شركة ألكو للطائرات المائية
عاد لوقهيد إلى سان فرانسيسكو عام 1912 وذهب للعمل كميكانيكي سيارات. هناك، قضى هو وشقيقه مالكولم وقت فراغهما في بناء طائرة مائية من ثلاثة أماكن للعمل من خليج سان فرانسيسكو. نفدت أموالهم باستمرار حتى أقنعوا ماكس ماملك من شركة (Alco Cab) باستثمار 4000 دولار في الطائرة. أخيرًا، بعد 18 شهرًا، تم تعميد طراز G الخاص بهم باسم (ALCO NO. 1) في عام 1913، وقام آلان لوقهيد برحلة ناجحة فيها من مياه مدخل البوابة الذهبية إلى خليج سان فرانسيسكو.
كانت تلك الرحلة الأولى في 15 يونيو 1913. وصلت الرحلة إلى ارتفاع 300 قدم وبسرعة 60 ميلاً في الساعة. ثم عاد آلان ليأخذ مالكولم في جولة. قام الطراز G بثلاث رحلات في ذلك اليوم.
أشار آلان لوكهيد في عام 1942 إلى أن الطراز G تم بناؤه في الغالب بأدوات يدوية ووصف الطائرة بأنها «واحدة من أولى الطائرات البحرية ذات المحركات الجرارة الثلاثية الناجحة في الولايات المتحدة».
في حين أن الطراز G، أول طائرة تحمل اسم لوقهيد (لوكهيد Lockheed)، كان متقدمًا على وقته بكثير، إلا أن القليل منهم سيدفع 10 دولارات للطيران فيه. سرعان ما فقد ماملك حماسه للطيران واستولى على الطائرة. أخبر لوقهيد أنه إذا أرادوا استعادته، فسيتعين عليهم سداد 4000 دولار له. ونتيجة لذلك، أمضى الأخوان لوقهيد عامين فاشلين في التنقيب في بلد الذهب في كاليفورنيا، على أمل أن يصبحوا ثريين.
بمساعدة مالية من بول ماير، اشترى آلان ومالكولم لوقهيد الطراز G مرة أخرى في عام 1915 وافتتحا امتياز طيران في معرض بنما والمحيط الهادئ الدولي في سان فرانسيسكو. في غضون خمسة أشهر، أخذوا 600 راكب يدفعون عالياً وحققوا 4000 دولار. كان هنري فورد أحد الأشخاص الذين رفضوا القيام برحلة، قائلاً، «لن أقوم حتى برحلة مباشرة على ارتفاع أربعة أقدام فوق الخليج في طائرة أي شخص مقابل كل الأموال الموجودة في كاليفورنيا.»
في أوائل عام 1916، نقل الأخوان لوقهيد العملية إلى سانتا باربرا، حيث غمرهم الأشخاص الذين يريدون القيام بأول رحلة لهم. بالإضافة إلى ذلك، قاموا برحلات طيران مستأجرة إلى الجزر البحرية، واستخدمت شركات الأفلام المحلية الطائرة لالتقاط لقطات جوية.

### شركة لوقهيد لصناعة الطائرات
في عام 1916، نظم الأخوان شركةلوقهيد لصناعة الطائرات في سانتا باربرا لبناء قارب طائر ضخم من 10 أماكن، بمحركين من طراز (F-l) لأعمالهم في مشاهدة معالم المدينة من الجو. بدأوا البناء في مرآب مستأجر، مما جذب انتباه جون ك. «جاك» نورثروب البالغ من العمر 20 عامًا. كان نورثروب ماهرًا في الصياغة والرياضيات، ووظفه لوقهيد في تصميم (F-1).
عندما دخلت الولايات المتحدة الحرب العالمية الأولى في عام 1917، ذهب آلان لوقهيد إلى واشنطن العاصمة لمحاولة الحصول على عقد بحرية لبناء طائرة F-1 بكميات كبيرة. أبلغت البحرية لوقهيد أنها لن تشتري سوى التصميمات المعتمدة مسبقًا. في وقت لاحق، قال لوقهيد عن هذه الزيارة، «لقد فقدت كل الوطنية التي كانت لدي في أي وقت مضى». ومع ذلك، فقد عاد بعقد لبناء زورقين طيارين من نوع كيرتس إتش إس واتفاقية للبحرية لاختبار (F-1).
عندما تم الانتهاء من (F-1)، طار آلان لوقهيد وطاقم من ثلاثة أفراد من سانتا باربرا إلى سان دييغو في أبريل 1918، مسجلاً رقمًا قياسيًا قدره 181 دقيقة للرحلة التي يبلغ طولها 211 ميلاً. بعد أن أكملت البحرية اختباراتها، أعيدت الطائرة (F-1) إلى طائرات لوقهيد ثم تم تحويلها إلى طائرة (F-lA) الأرضية. يأمل لوقهيد الآن في أن يثير اهتمام الجيش بها باعتبارها قاذفة بعيدة المدى أو طائرة نقل. انتهت الحرب قبل اكتمال تحولها.
قررت لوقهيد إثبات الإمكانات بعيدة المدى لطائرة F-lA من خلال القيام بأول رحلة من سانتا باربرا إلى واشنطن العاصمة، وكان طاقمها يضم الطيار أورفار مايرهوفر، ومساعد الطيار آرون آر فيرنو، والميكانيكي ليو جي فلينت. غادروا سانتا باربرا في 23 نوفمبر وعبروا الجبال الساحلية. في الطريق، واجهوا طقسًا قاسيًا، لكن الطقس تحسن عندما عبروا نهر كولورادو في يوما، أريزونا. بالقرب من تاكنا، أريزونا، فشل المحرك وقام مايرهوفر بهبوط صعب. عمل فلينت على المحرك بينما استقل مايرهوفر وفيرنو قطارًا عائدين إلى يوما لإصلاح الانزلاق المكسور. ثم قام الثلاثة بتطهير مدرج مؤقت، وأقلعوا، وهبطوا في جيلا بيند، أريزونا، للحصول على الوقود. في المحاولة الثانية للإقلاع، توقف المحرك، وتحطمت الطائرة في المقدمة أولاً على الأرض. أنهى ذلك رحلة (F-lA) العابرة للقارات.
عندما أكملت طائرات لوقهيد اثنين من القوارب الطائرة (HS-2L) للبحرية في أوائل عام 1919، قامت بعد ذلك بتحويل الطائرة (F-lA) التالفة مرة أخرى إلى القارب الطائر F-1 لعمليات طيرانها لمشاهدة معالم المدينة. وكان من بين أبرز ركابها الملك ألبرت والملكة إليزابيث ملكة بلجيكا، اللذان سافرهما لوقهيدز بناء على طلب من حكومة الولايات المتحدة. أعجب ألبرت وإليزابيث برحلتهما إلى جزيرة سانتا كروز لدرجة أنهما منح آلان ومالكولم وسام التاج الذهبي البلجيكي. بالإضافة إلى ذلك، دفعت استوديوهات الأفلام المحلية بكل سرور 50 دولارًا للساعة مقابل وقت الرحلة في (F-l) و 50 دولارًا للساعة أثناء الاستعداد.
في عام 1919، دخلت طائرات لوقهيد سوق الطائرات الصغيرة بمقعد واحد (S-1 Sport Biplane). كان الغرض منها أن تكون «طائرة الرجل الفقير»، وقد تضمنت هيكلًا مبتكرًا من الخشب الرقائقي أحادي الشكل حصلت عليه لوقهيد ونورثروب وتوني ستادلمان على براءة اختراع. سمحت أجنحتها القابلة للطي بالتخزين في مرآب، ويمكن تدوير الأجنحة السفلية لتعمل كالجنيحات والمكابح الهوائية. نظرًا لعدم توفر محركات مناسبة، صممت الشركة وصنعت محركًا مبردًا بالماء بقوة 25 حصانًا لـ (S-1).
تم اختبار (S-1) بنجاح في ريدوود سيتي، كاليفورنيا في عام 1919 بواسطة غيلبرت بودويغ وحلق بشكل جيد. بعد أن أكملت (S-1) رحلاتها التجريبية، قال الطيار إنها كانت الطائرة الأكثر قابلية للطيران التي طارها على الإطلاق. قامت الطائرة بمئات الرحلات وأثبتت أنها ذات تصميم ناجح.
في معرض للطائرات في سان فرانسيسكو، أعجب الآلاف بالطائرة (S-1)، لكن لم يطلب أحد الطائرة التي يبلغ سعرها 2500 دولار. أدرك آلان لوقهيد أن بيع الحكومة للطائرات الفائضة مقابل 300 دولار قد قتل سوق الطائرات الجديدة. نتيجة لذلك، أغلقت طائرات لوقهيد في عام 1920 وتم تصفية أصولها في عام 1921.

## منتجات
- نموذج G (ALCO رقم 1) طائرة سياحية
- Model F-1  [لغات أخرى]‏ للقارب الطائر
- Model S-1  [لغات أخرى]‏ رياضة الطيران العام ذات السطحين